# 住ノ江検車区
住ノ江検車区（すみのえけんしゃく）は、大阪府大阪市住之江区にある南海電気鉄道の車両基地である。
住ノ江駅に隣接し、全体が高架構造となっている。南海電鉄では2023年現在、保有する車両基地は検車区としてまとめられており、以下は南海本線に存在する車両基地である。
- 検車区羽倉崎検車 - 大阪府泉佐野市、羽倉崎駅に隣接
- 検車区和歌山検車 - 和歌山県和歌山市、和歌山市駅に隣接

## 概要
| ← 難波方面                                                                            | 住ノ江駅配線図 | → 和歌山市方面 |
| 凡例 出典:鉄道ピクトリアル 2008年8月臨時増刊「南海電気鉄道」 下の留置線は住ノ江検車区 |                |                |

1921年（大正10年）2月に住ノ江電車庫として竣工。南海本線の大阪市内連続立体化工事に伴い1972年（昭和47年）11月から高架工事が行われ、1980年（昭和55年）5月に車庫の高架工事が完成した。なお、高架工事の際には移転も検討されたが、現在位置のままで高架化することにより工事が進められた。また、収容能力も高架前の100両から150両に増えた。
1965年（昭和40年）には当時南海が保有していたキハ5501形・キハ5551形を検査するための気動車検査場も設けられていたが、気動車の廃止により1985年（昭和60年）に廃止され、現在はこの部分が保線車両の基地として使用している。
2005年の検車区再編に伴い、当時の羽倉崎検車区および同検車区の和歌山検車支区・伊太祁曽検車支区を統合し、いずれも当区の支区となったが、伊太祁曽検車支区はその後2006年に貴志川線とともに和歌山電鐵に経営移管されて同社の伊太祈曽車両基地となった。また和歌山検車支区も2009年に当区の和歌山出張場となった。

## 所属車両
- 50000系「ラピート」
- 10000系「サザン」
- 12000系「サザン」
- 7000系･7100系（加太線・多奈川線のワンマン対応車は和歌山検車区の管轄）
- 9000系
- 1000系
- 2000系
- 2200系･2230系（ワンマン対応車、高師浜線・高野線（汐見橋線）用）
- 8000系
- 3000系
- 8300系